# ديبورا كوريغان
ديبورا كوريغان (بالإنجليزية: Deborah Corrigan)‏ هي عارضة بريطانية، ولدت في 15 يوليو 1970 في ماكليسفيلد في المملكة المتحدة.

## وصلات خارجية
- ديبورا كوريغان على موقع IMDb (الإنجليزية)